# 失智症
，DSM-5描述为一种严重程度不同且有多种致病亚型的主要神经认知障碍，国际疾病分类（ICD-11）也将失智症归类为具有多种形式或亚类的神经认知障碍，屬於腦部疾病的一種，此症導致思考能力和記憶力長期而逐漸地退化，並使個人日常生活活動受到影響。其他常見症狀包含情緒問題、語言問題、還有行動能力降低，但個人意識卻不會受到影響。
診斷失智症有兩個要點，一是心智功能出現退化；二是退化的程度比一般老化的情形更嚴重。這些疾病也常帶給照顧者相當大的影響。
最常見的失智症類型是阿茲海默症，阿茲海默症患者佔所有失智症患者人數的50%到70%，其他常見的種類還包括血管型失智症（佔25%）、路易氏體失智症（佔15%）、以及額顳葉型失智症。相對少見的失智成因則有常壓型水腦症、帕金森氏症、梅毒、以及庫賈氏症等。同一個人可以同時得到超過一種失智症。有少部分的失智症起因於家族遺傳。在DSM-5中，失智症被視為一種認知障礙，並再依其嚴重程度分類。失智症的診斷通常根據患者的病史，以及經過一系列心理衡鑑與醫學影像檢查，並搭配抽血檢查，來找出可能的病因。簡短智能測驗是其中一種常用於初步評估的工具。預防失智症的方式，主要是減少常見的風險因子，比如說高血壓、吸菸、糖尿病、以及肥胖症等。目前並不建議全面進行一般民眾的失智症篩檢。
失智症目前無法治癒。多奈派齊等乙醯膽鹼酯酶抑制劑類藥物經常用於治療輕至中度失智症，但這些治療的幫助終歸有限。對於失智症患者與照護者而言，有些方法可以改善他們的生活品質，例如認知行為療法可能有所助益；另外，對於照護者的衛教與情感支持亦相當重要。運動對於病患的日常生活活動功能有幫助，並可能改善預後。失智症引起的行為問題或思覺失調症狀，目前的醫生經驗上經常以抗精神病藥治療，但也有一派的專業醫師不建議這麼做，因為這樣的藥物治療其實幫助有限，卻可能增加病人因為藥物副作用的死亡風險。。
失智症影響全球3,600萬人口。大約10%的人口，會在有生之年中發病。失智症與年齡（老化）息息相關，約3%的人口在65到74歲之間得到失智症，另外19%的人口則在75到84歲之間，而將近一半的人口超過85歲得到失智症。失智症於2010年造成約48萬6千人死亡。隨著老年人口逐漸增加，失智症也變得越來越常見。但如果考慮特定年齡層的失智症盛行率，盛行率的數字卻可能隨著時間下降。這樣的現象至少可以在已開發國家見到，原因是在這些國家中風險因子的控制較良好。失智症是世界上最常見的老人失能原因，在美國每年會造成6,040億美元的經濟損失。失智症患者通常會因為照護需要或是用藥而被限制人身自由，這也引起了違反人權的疑慮。患者也經常苦於疾病的汙名化。

## 词源
英语“dementia”一词于18世纪末期出现，源于拉丁语demens, dement-（意为“out of one's mind”）。

## 體徵和症狀

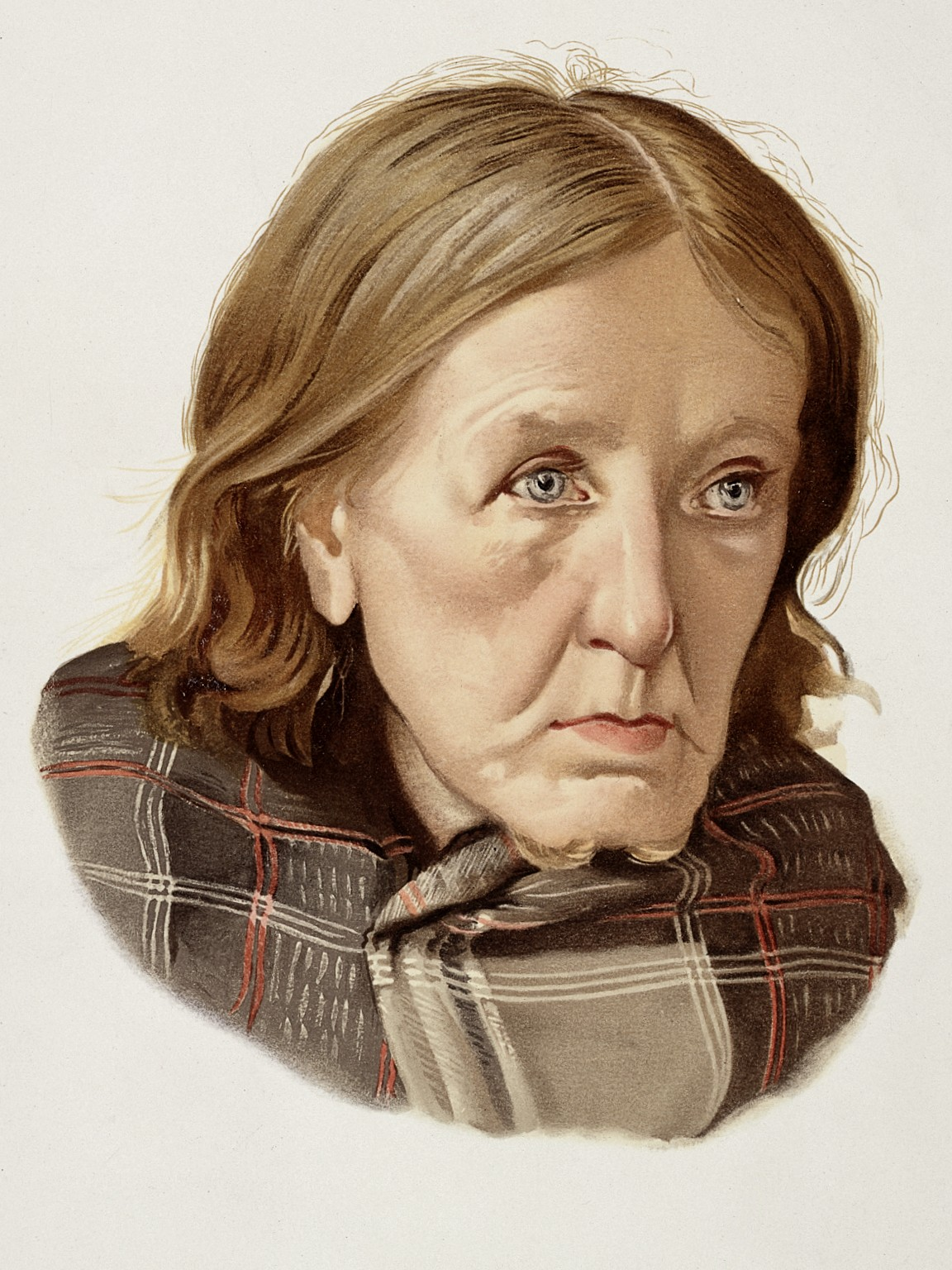
一名被診斷患有失智症的婦女的圖畫

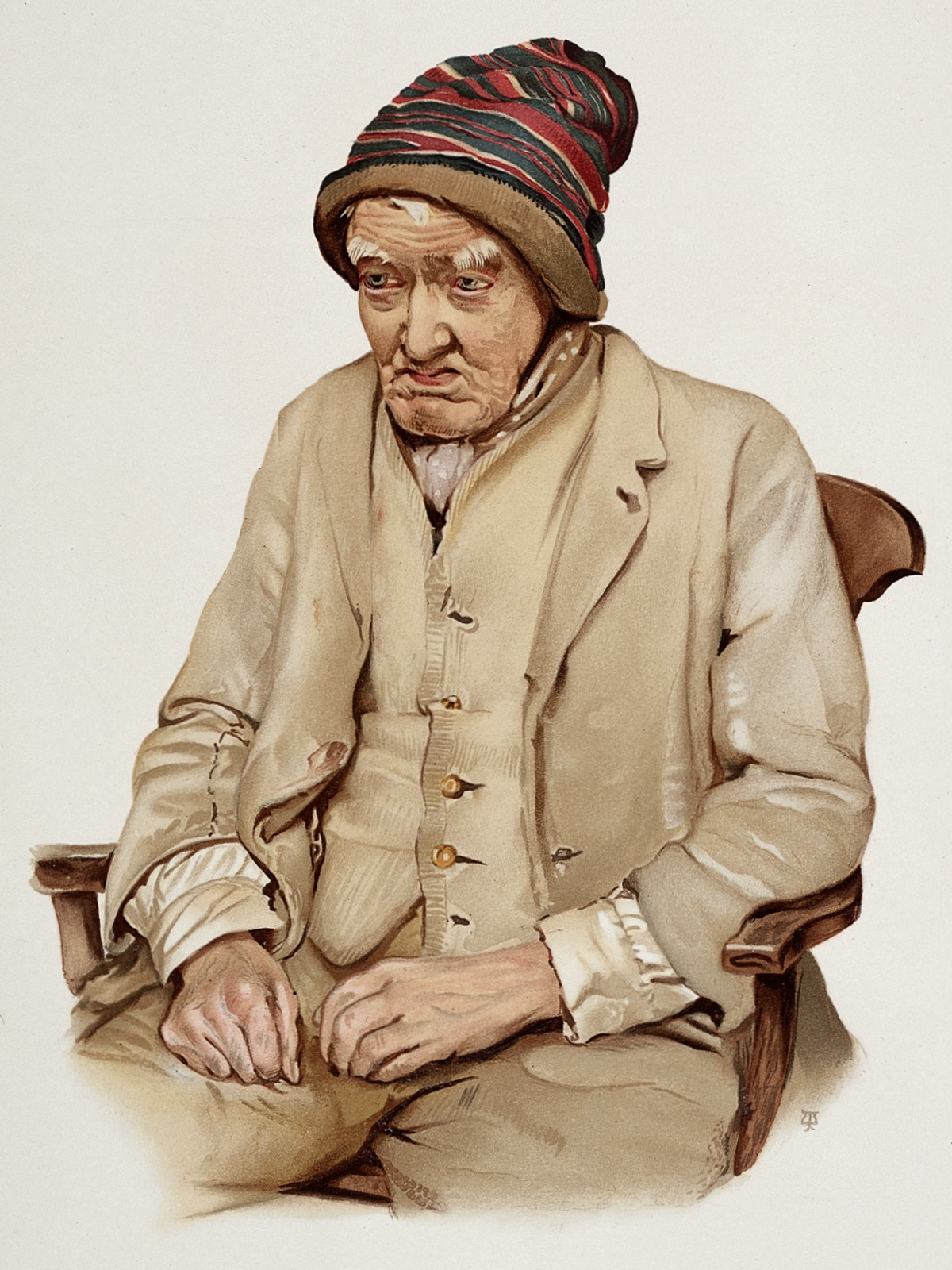
一位被診斷患有老年失智症的老年男人的圖畫

最常見的失智症種類是阿尔茨海默病。其典型之起始症狀為記憶障礙。病人會遺忘剛剛發生的事（短期記憶差），而較久以前的記憶（長期記憶）則相對在發病初期不受影響。
失智症影響語言能力、理解力、運動能力、短期記憶、辨認日常用品的能力、反應時間、個性、執行能力、解題能力。就算沒有智力衰退的跡象，也常有妄想（阿茲海默型有15-56%），例如懷疑鏡中的自己是另外一個人 。
失智症之症狀也包括人格或行為改變。很多最後診斷為失智症的個案在住院初期時出現過激烈的混淆症狀。老人也可能因其他藥物、手術、感染、睡眠不足、飲食不正常、脫水、換住處或是個人危機而有智能改變之症狀。這叫譫妄，症狀類似精神病或失智症。
由於大部分的失智症患者可能會有精神錯亂症狀。儘管混亂症狀可能可以由密切照顧、改進居住環境與飲食獲得緩解；精神科藥物也能協助穩定情緒、減少幻覺妄想、或者衝動控制。但目前藥物尚未能減緩腦部的退化。失智症患者也常伴隨憂鬱症，最好由專業醫療人員診斷治療。
在香港，2010年10月29日，有民間團體建議將正名為。全腦部退化並非引致老年癡呆症的唯一原因，亦不能夠完全反映老年癡呆症的症狀，因此醫院管理局和衛生署並未計劃採用「腦退化症」為醫學上的官方名稱。但因腦退化症涵蓋範圍過大，2012年經專業團體再改為。

## 階段
失智症的病程通常分為4個階段，顯示出進行性認知和功能障礙的模式。 但是，使用數字標度可以進行更詳細的描述。 這些量表包括用於評估原發性退行性失智症的全球惡化量表（GDS 或 Reisberg 量表）、功能評估分期測試 (FAST) 、和臨床失智症評級 (Clinical Dementia Rating 或 CDR)。使用更準確地識別疾病進展的每個階段的 GDS，在七個階段中描述了更詳細的過程——其中兩個進一步細分為五度和六度。 階段 7(f) 是最後階段。

## 流行病學
年齡是失智症最主要的危險因子。根據流行病學研究，65歲以上的人有5%有失智症，85歲以上則增加到20%。

## 亞型(Subtypes)
許多失智症的亞型(Subtypes)是神經退行性的，蛋白質錯誤折疊是這些亞型的一個主要特徵。

### 阿兹海默病
阿爾茨海默病佔全世界失智症病例的 60-70%。 阿爾茨海默病最常見的症狀是短期記憶喪失和找詞困難。 視覺空間功能出現問題（經常迷路）、推理、判斷和洞察力失敗。 洞察力是指一個人是否意識到他們有記憶問題。

### 退化性失智症成因
大部分失智症都是退化性的。以下三類最常見：
- 阿兹海默病：失智症的最常見成因。
- 額顳葉型失智症（英语：frontotemporal dementia）
- 路易氏體失智症

### 血管性失智症
腦血管疾病所引起的失智症。

### 較少見的成因
- 帕金森氏症
- 梅毒
- 愛滋病失智複合症（愛滋病初期階段）
- 創傷性腦損傷，例如職業拳擊手。
- 遺傳：亨丁頓舞蹈症、Katwijkse ziekte

### 可治療的成因
有不到5%的失智症其成因是可以治療的。
- 缺維他命B4,B12，維他命A。
- 腫瘤

## 筛查
- 簡短智能測驗

## 治療
失智症藥物方面，以乙醯膽鹼酯酶抑制劑為主，它是一種認知促進藥物，目前上市的藥物有愛憶欣、憶思能及利憶靈等。

## 外部連結
- 天主教失智老人基金會 （页面存档备份，存于）
- 台灣失智症協會 （页面存档备份，存于）
- 財團法人天主教康泰醫療教育基金會 （页面存档备份，存于）